# Ilo (hijo de Dárdano)
En la mitología griega, Ilo (Ἶλος/ Ilos)  fue uno de los hijos de Dárdano y de Batía. Sucedió a su padre en el trono de Dardania, pero murió sin descendencia y su hermano Erictonio le sucedió.